# Ławica Słupska

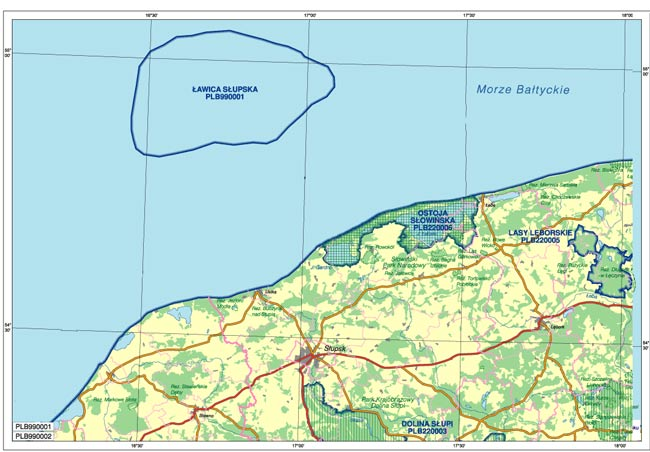
Położenie Ławicy Słupskiej

Ławica Słupska – ławica na Morzu Bałtyckim znajdująca się około 25 mil morskich od brzegu, na północ od Ustki. Pokryta jest zwartym, piaszczysto-żwirowym dnem, z porozrzucanymi polami kamieni i głazów (nawet kilkumetrowych) polodowcowych – stąd pochodzi jej określenie – „kamienna rafa”. Podłoże to służy wielu organizmom za idealne środowisko życia – osiedliły się tu m.in. krasnorosty żebrowce krwiste, omułki, liczne skorupiaki, jak np. niewielki (6 mm) obunóg – piaszczyk, babka piaskowa, turbot, dorsz. Ławica jest także ostoją ptaków (m.in. mewy srebrzystej). Najpłytsze miejsca Ławicy Słupskiej sięgają ok. 8 metrów, a umowna granica, do której sięga, wyznaczona jest na izobacie 20 metrów.

## Historia
Nieco na północ od Ławicy Słupskiej w przypadku „SS Steuben” (54°40′59″N 16°51′00″E/54,683056 16,850000), i ok. 30 km na wschód w przypadku „MS Wilhelm Gustloff” (55°07′27,7″N 17°42′14,6″E/55,124361 17,704056), odpowiednio w nocy z 9 na 10 lutego 1945 i z 30 na 31 stycznia 1945, radziecki okręt podwodny „S-13” zatopił dwa zmilitaryzowane transportowce Kriegsmarine wiozące razem około 15 tys. ludzi: 12 tys. uchodźców (głównie kobiet i dzieci) i 3 tys. żołnierzy, marynarzy (w tym kilkuset wyszkolonych specjalistów od broni podwodnej z 2. U-Boot-Lehrdivision (2 Flotylla Szkolna Okrętów Podwodnych z Gdyni) i dygnitarzy nazistowskich z Prus Wschodnich i Pomorza Gdańskiego. MS „Wilhelm Gustloff” miał pojemność 25,480 BRT a SS „Steuben” 14,660 BRT. W sumie okręty eskortujące zdołały uratować tylko około 1200 osób.
16 kwietnia 1945, opodal miejsca zatopienia „Wilhelma Gustloffa”, został zatopiony trzeci statek wypełniony niemieckimi uciekinierami, MS „Goya” (55°12′00″N 18°18′00″E/55,200000 18,300000), tym razem przez radziecki okręt podwodny „L-3” dowodzony przez Władimira Konowałowa. Zginęło wtedy co najmniej 6000 osób (niektóre źródła mówią o 7000), dokładna liczba ofiar nie jest znana. MS „Goya” miała pojemność 5230 BRT. Okręty eskortujące zdołały uratować tylko 165 osób.
Nazwę Ławica Słupska wprowadzono urzędowo w 1949 roku, zastępując poprzednią niemiecką nazwę Stolpe Bank.